# 延春公园
延春公园是位於中國上海市楊浦區延吉新村街道的一個公園，其西至营口路，南至延吉三村，北至靖宇东路。公園面积1.29万平方米。公园是延吉新村的配套工程。

## 歷史
延春公园當地原本是农田，1981年被征用後，當地先後成為材料堆场以及建筑垃圾堆场。當局又打算將該地改建為公园，由上海市园林设计院負責绿化设计，杨浦区园林管理所負責施工。1986年7月，當地先清场。同年10月底，公園开工，1987年9月竣工，10月1日开放。